# 森田るい
森田 るい（もりた るい）は、日本の漫画家。
2013年に開催されたアフタヌーン四季賞春のコンテストにて「マキと渡とすげぇキモチ悪い虫」で四季大賞を受賞。
2017年に『月刊アフタヌーン』にて5月号から11月号まで「我らコンタクティ」を連載。
2018年、『我らコンタクティ』がマンガ大賞2018にノミネート。3月22日にはマンガ大賞2018の第2位に選出された。

## 作品リスト

### 連載
- 我らコンタクティ（『月刊アフタヌーン』、2017年5月号-11月号）

### 読み切り
- マキと渡とすげぇキモチ悪い虫 （四季大賞『月刊アフタヌーン』2013年6月号、原作は前田迎）
- みずうみ (『月刊アフタヌーン』2015年4月号)
- お姉ちゃんの妹 (『月刊アフタヌーン』2015年9月号)
- 妹たち 〜続・お姉ちゃんの妹〜 (『月刊アフタヌーン』2016年1月号）

## 書籍
講談社のアフタヌーンKCから発売されている。
- 『我らコンタクティ』 2017年11月22日第1刷発行[4]、ISBN 978-4-06-388297-1、全1巻